# Frans Andriessen
Franciscus "Frans" Andriessen, född 2 april 1929 i Utrecht, död 22 mars 2019 i Kraainem i Vlaams-Brabant i Belgien, var en nederländsk politiker. Han var partiledare för det konservativa Katolska Folkpartiet 1971-1977, finansminister 1977-1980 och ledamot av Europeiska kommissionen från 1981 och kommissionens vice ordförande 1985-1993. Som EU-kommissionär ansvarade han för konkurrenskraftsfrågor 1981-1985, jordbruks- och fiskefrågor 1985-1989 och yttre förbindelser och handelsfrågor 1989-1993.